# 1978-as cannes-i filmfesztivál
A 31. Cannes-i Nemzetközi Filmfesztivál 1978. május 17. és 29. között került megrendezésre, Alan J. Pakula amerikai filmrendező elnökletével. A hivatalos program versenyében 23 nagyjátékfilm és 10 rövidfilm vett részt, versenyen kívül csupán két, míg az Un certain regard szekcióban 14 alkotást vetítettek. A párhuzamos rendezvények Kritikusok Hete szekciójában 8 filmet mutattak be, míg a Rendezők Kéthete elnevezésű szekció keretében 21 nagyjátékfilm vetítésére került sor.
Az előző évi szervezési problémák és botrány után Gilles Jacob személyében a fesztivál új főbiztost kapott, aki egyfajta „kulturális forradalmat” hajtott végre; nevéhez két fontos, azonnali intézkedés fűződött:
- Az előző három évben alapított, nem hivatalos, versenyen kívüli szekciókat (Les Yeux fertiles, L’Air du Temps, Le Passé Composé) összevonta Un Certain Regard („egy bizonyos tekintet”) néven; létrehozva ezzel a versenyprogram melletti másik hivatalos válogatást, amely a legkülönfélébb, a filmművészethez közvetlenül vagy közvetetten kapcsolódó, fiatal, vagy már bizonyított filmrendezők alkotásait gyűjti össze és mutatja be. Ki nem mondott célja az volt, hogy „visszalopja” a hírességeket a falánknak mutatkozó Rendezők Kéthete elnevezésű alternatív rendezvénytől.
- Megalapította az Arany Kamera díjat, amelyet 1983 óta egy független zsűri ítél oda a rendezvénysorozat összes nagyjátékfilmes válogatásában (hivatalos versenyprogram, Un Certain Regard, Kritikusok Hete, Rendezők Kéthete) bemutatott legjobb első filmnek. A zsűri elnökét a fesztivál igazgatótanácsa jelöli ki, tagjait pedig a filmrendezők, operatőrök, filmtechnikusok, valamint a francia és nemzetközi kritikusok szakmai szervezetei delegálják.

További változások is történtek: tizenöt napról tizenháromra csökkentették a fesztivál időtartamát; radikálisan csökkentették a versenyen kívüli vetítésre meghívott filmek számát, izgalmasabbá tették a programot azzal, hogy bevezették az éjszakai vetítéseket, illetve úgynevezett „meglepetés filmet” mutattak be – ez évben Andrzej Wajda A márványember című alkotását (FIPRESCI-díjat kapott).
A zsűri ítélete visszatükrözte a válogatás sokszínűségét. Az Arany Pálmát Ermanno Olmi 19. századvégi lombardiai parasztcsaládok nyomorúságos életét felidéző filmje, A facipő fája kapta. A zsűri külön nagydíját megosztva nyerte el a polgár- és kritikuspukkasztó Marco Ferreri Szia, majom! című alkotása és a lengyel származású Jerzy Skolimowski brit horrorfilmje, A kiáltás. A legjobb színész elismerést kapta az előző évben feltűnt filmcsillag Isabelle Huppert (Violette Nozière) és Jon Voight (Hazatérés). A legjobb rendezésért Osima Nagisza-t díjazták (Szenvedélyek birodalma), s az újonnan alapított Arany Kamerát pedig egy Independent Film, az Alambrista! rendezője kapta.

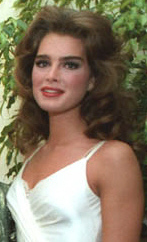
Brooke Shields

A válogatásban olyan kiemelkedő alkotások találhatók még, mint a török emberjogi viszonyokat kipellengérező közönségsiker, az Éjféli expressz (Alan Parker), a vietnámi háború borzalmait bemutató Hazatérés (Hal Ashby), a francia komédia és szatíra mesterének életét feldolgozó, Arany Pálma- és Oscar-jelölt Molière (Ariane Mnouchkine), New Orleans vöröslámpás negyedében felnevelkedett kislány drámájával újabb tabukat döntögető Pretty Baby (Louis Malle) és a lassú őrület stációit felvillantó Utazás a fénybe (Rainer Werner Fassbinder).
A díjazott színészek mellett látható volt Louis Malle filmjének fiatal sztárja, Brooke Shields és Susan Sarandon (Pretty Baby), Isabelle Huppert mellett Jean Carmet és Stéphane Audran (Violette Nozière), Brad Davis (Éjféli expressz), Jon Voight oldalán a politikus alkatú, aerobicozó Jane Fonda (Hazatérés), Marcello Mastroianni és Gérard Depardieu (Szia Majom)!), Geraldine Chaplin (Bekötött szemmel), Nick Nolte (Ki állítja meg az esőt?), és természetesen a The Band búcsúkoncertjéről készült Martin Scorsese-film, Az utolsó valcer zenésznagyságai, köztük Eric Clapton, Neil Diamond, Bob Dylan, Ronnie Hawkins, Dr. John, Ringo Starr, Muddy Waters és Neil Young…
A Rendezők Kéthete szekció viszonylag ismeretlen mezőnyéből kiemelhető Bigas Luna spanyol filmrendező hazánkban is bemutatott filmje, a Bilbao, valamint Bob Dylan négyórás Renaldo And Clara című alkotása. Érdekesség, hogy Erland Josephson–Sven Nykvist–Ingrid Thulin trió Kritikusok Hete szekcióba meghívott En och en című filmjét a Rendezők Kéthete keretében is vetítették.
Magyar részről az egész estét betöltő filmek versenyében Makk Károly Egy erkölcsös éjszaka című, Hunyady Sándor novellájából készült filmje vett részt, Carla Romanelli, Cserhalmi György, Tarján Györgyi és Psota Irén főszereplésével, a rövidfilmekében Gyulai Líviusz Új lakók című rajzfilmje.
Említésre méltó, hogy a versenyen kívül vetített Fedora zenéjét a magyar származású Rózsa Miklós szerezte, továbbá, hogy az Un Certain Regard szekcióban indított francia kémfilm, Az 51-es dosszié egyik szerepét Szabó László alakította.

## Zsűri

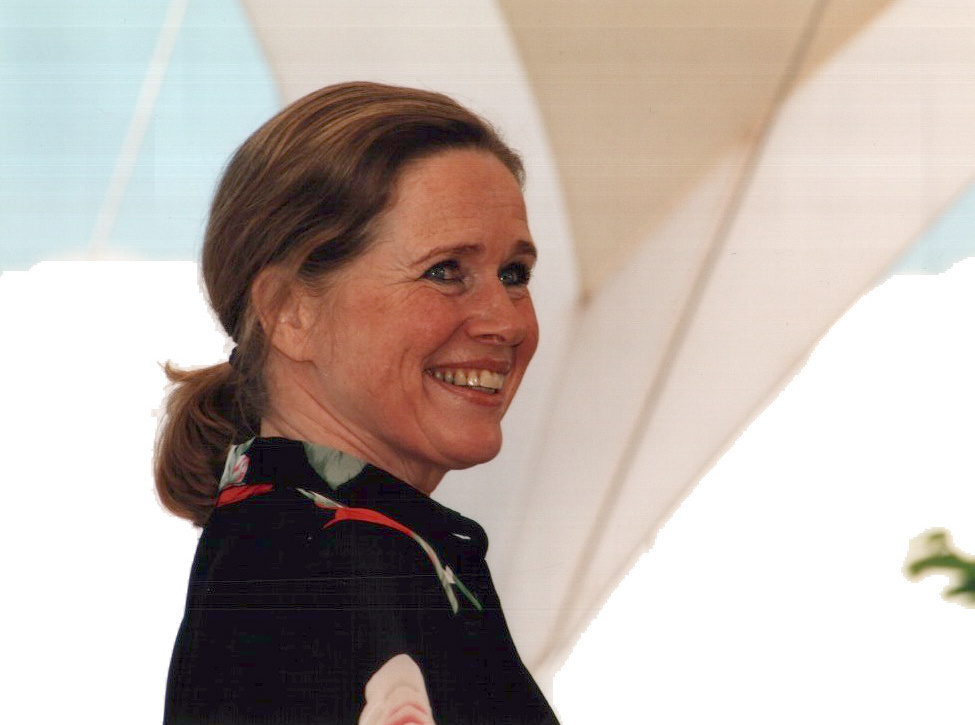
Liv Ullmann, zsűritag

- Alan J. Pakula, filmrendező – elnök –  Amerikai Egyesült Államok
- Andrej Koncsalovszkij, filmrendező –  Szovjetunió
- Claude Goretta, filmrendező –  Svájc
- Franco Brusati, filmrendező –  Olaszország
- François Chalais, filmkritikus –  Franciaország
- Georges Wakhevitch, díszlettervező –  Franciaország
- Harry Saltzman, filmproducer –  Amerikai Egyesült Államok
- Liv Ullmann, színésznő –  Norvégia
- Michel Ciment, filmkritikus –  Franciaország

## Hivatalos válogatás

### Nagyjátékfilmek versenye
- A Dream of Passion – rendező: Jules Dassin
- Ai no borei (Szenvedélyek birodalma)[2] – rendező: Osima Nagisza
- An Unmarried Woman (Asszony férj nélkül) – rendező: Paul Mazursky
- Bravo maestro (Bravó, maestro) – rendező: Rajko Grlić
- Ciao maschio (Szia, majom!) – rendező: Marco Ferreri
- Coming Home (Hazatérés) – rendező: Hal Ashby
- Despair (Utazás a fénybe) – rendező: Rainer Werner Fassbinder
- Die Linkshändige Frau (A balkezes asszony) – rendező: Peter Handke
- Ecce Bombo – rendező: Nanni Moretti
- Egy erkölcsös éjszaka – rendező: Makk Károly
- El recurso del método (El recurso del método) – rendező: Miguel Littin
- L'Albero degli zoccoli (A facipő fája) – rendező: Ermanno Olmi
- Los ojos vendados (Bekötött szemmel) – rendező: Carlos Saura
- Los restos del naufragio – rendező: Ricardo Franco
- Midnight Express (Éjféli expressz) – rendező: Alan Parker
- Moj laszkovij i nezsnij zver (Moj laszkovij i nezsnij zver) – rendező: Emil Lotianu
- Molière – rendező: Ariane Mnouchkine
- Pretty Baby (Pretty Baby) – rendező: Louis Malle
- Spirala (Spirál) – rendező: Krzyzstof Zanussi
- The Chant of Jimmie Blacksmith (Jimmie Blacksmith dala) – rendező: Fred Schepisi
- The Shout (A kiáltás) – rendező: Jerzy Skolimowski
- Violette Nozière – rendező: Claude Chabrol
- Who'll Stop the Rain (Ki állítja meg az esőt?) – rendező: Karel Reisz

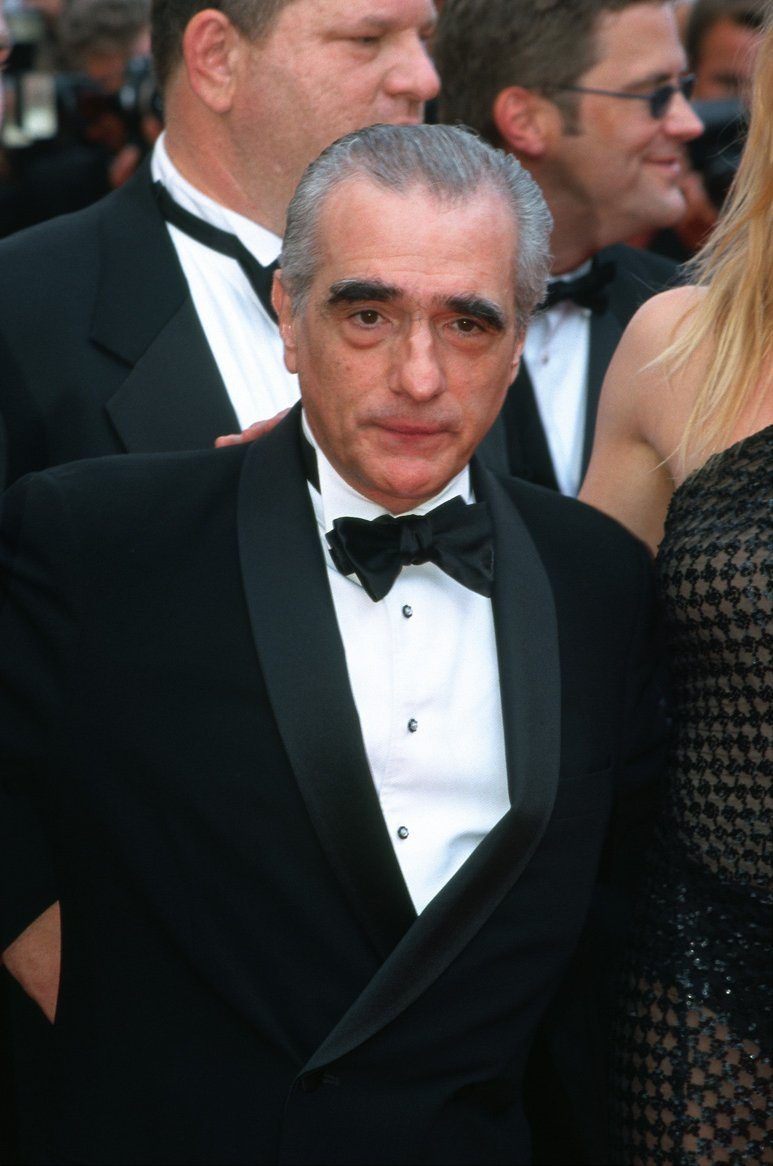
Martin Scorsese 1998-ban

### Nagyjátékfilmek versenyen kívül
- Fedora (Fedora)[2] – rendező: Billy Wilder
- The Last Waltz (Az utolsó valcer) – rendező: Martin Scorsese

### Un Certain Regard
- Aika hyvä ihmiseksi – rendező: Rauni Mollberg
- Alyam, alyam – rendező: Ahmed El Maanouni
- Coronel Delmiro Gouveia – rendező: Geraldo Sarno
- Czlowiek z marmuru (A márványember)[2] – rendező: Andrzej Wajda
- Degas in New Orleans – rendező: Gary Goldman
- Die Rückkehr des alten Herrn – rendező: Vojtech Jasný
- Grand hôtel des palmes – rendező: Mémé Perlini
- Hitler – ein Film aus Deutschland (Hitler, egy film Németországból) – rendező: Hans-Jürgen Syberberg
- Koko, le gorille qui parle – rendező: Barbet Schroeder
- Le dossier 51 (Az 51-es dosszié) – rendező: Michel Deville
- Naapet – rendező: Henrik Malyan
- Ocaña, un retrato intermitente – rendező: Ventura Pons
- The New Klan: Heritage of Hate – rendező: Leslie Shatz, Eleanor Bingham
- Un balcon en forêt – rendező: Michel Mitrani

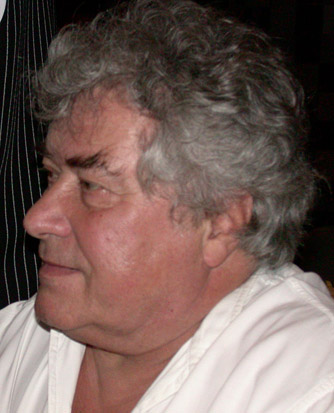
Gyulai Líviusz

### Rövidfilmek versenye
- Christmas Morning – rendező: Tiernan MacBride
- La traversée de l'Atlantique à la rame – rendező: Jean-François Laguionie
- L'Affaire Bronswik – rendező: André Leduc, Robert Awad
- Le serpentine d'oro – rendező: Anna Maria Tato
- Letter to a Friend – rendező: Sonia Hofmann
- Maladie – rendező: Paul Vecchiali
- Oh My Darling – rendező: Borge Ring
- The Doonesbury Special – rendező: Faith Hubley, John Hubley, Garry Trudeau
- The Oriental Nightfish – rendező: Ian Emes
- Új lakók – rendező: Gyulai Líviusz

## Párhuzamos rendezvények

### Kritikusok Hete
- A Breach in the Wall – rendező: Jillali Ferhati
- Alambrista! (Alambrista!) – rendező: Robert M. Young
- Die frau gegenüber – rendező: Hans Noever
- En och en – rendező: Ingrid Thulin, Sven Nykvist és Erland Josephson
- Jubilee (Jubileum) – rendező: Derek Jarman
- Miris poljskog cveca – rendező: Srdjan Karanovic
- Per questa notte – rendező: Carlo di Carlo
- Roberte – rendező: Pierre Zucca

### Rendezők Kéthete
- A santa alianca – rendező: Eduardo Geada
- Alicia en la España de las maravillas – rendező: Jorge Feliu
- Bilbao (Bilbao) – rendező: Bigas Luna
- Chuvas de Verao – rendező: Carlos Diegues
- Der Hauptdarsteller – rendező: Reinhard Hauff
- En och en – rendező: Ingrid Thulin, Sven Nykvist és Erland Josephson
- Gamín (Kölykök) – rendező: Ciro Durán
- Girlfriends – rendező: Claudia Weill
- I vecchi e i giovani – rendező: Marco Leto
- Il Regno di Napoli (Nápolyi testvérek) – rendező: Werner Schroeter
- Insiang (Az anya, a lány és a szerető) – rendező: Lino Brocka
- Les belles manières – rendező: Jean-Claude Guiguet
- Los hijos de Fierro – rendező: Fernando E. Solanas
- Maternale – rendező: Giovanna Gagliardo
- Oka Oorie Katha (Falusi történet) – rendező: Mrinal Sen
- Renaldo and Clara – rendező: Bob Dylan
- Sus Etz – rendező: Yaky Yosha
- The Getting of Wisdom (Az élet iskolája) – rendező: Bruce Beresford
- The Mafu Cage – rendező: Karen Arthur
- The Scenic Route – rendező: Mark Rappaport
- Zoo Zéro – rendező: Alain Fleischer

## Díjak

### Nagyjátékfilmek
- Arany Pálma: L’Albero degli zoccoli (A facipő fája)[2] – rendező: Ermanno Olmi
- A zsűri külön nagydíja:
  - Ciao maschio (Szia, majom!) – rendező: Marco Ferreri
  - The Shout (A kiáltás) – rendező: Jerzy Skolimowski
- Legjobb rendezés díja: Ai no borei (Szenvedélyek birodalma) – rendező: Osima Nagisza
- Legjobb női alakítás díja:
  - Jill Clayburgh – An Unmarried Woman (Asszony férj nélkül)
  - Isabelle Huppert – Violette Nozière
- Legjobb férfi alakítás díja: Jon Voight – Coming Home (Hazatérés)

### Rövidfilmek
- Arany Pálma (rövidfilm): La traversée de l’Atlantique à la rame – rendező: Jean-François Laguionie
- Zsűri díja (rövidfilm):
  - Oh My Darling – rendező: Borge Ring
  - The Doonesbury Special – rendező: Faith Hubley, John Hubley, Garry Trudeau

### Arany Kamera
- Alambrista! – rendező: Robert M. Young

### Egyéb díjak
- Technikai nagydíj: Pretty Baby (Pretty Baby) – rendező: Louis Malle
- FIPRESCI-díj: Czlowiek z marmuru (A márványember) – rendező: Andrzej Wajda
- Ökumenikus zsűri díja: L'Albero degli zoccoli (A facipő fája)[2] – rendező: Ermanno Olmi